# Dürnbach (Festenbach)
Der Dürnbach ist ein oberbayrischer Gebirgsbach, der in den Festenbach mündet.
Seine Quellen- das Quellgebiet wird auch als Dürnbachlüß bezeichnet – liegen westlich des Tegernsees am Nordhang unterhalb der Nesselscheibe, der Holzer-Alm und des Jägerstiegl auf ca. 1180 Metern ü. N.N. Er fließt am Tegernsee vorbei, mit dessen Wasser er sich erst über den Festenbach, der in die aus dem Tegernsee abfließende Mangfall mündet, vereinigt.
Noch bevor der Dürnbach den Wald verlässt, verläuft parallel zum Bach eine Forststraße. Der Bach verläuft über Grünland und teilweise sumpfiges Gelände südlich des Ortsteils Schneiderhäusel. Etwas nördlich davon mündet linkerhand das Dicklohbächlein in den Dürnbach. Im weiteren Verlauf fließt der Bach zunächst nördlich des Kaltenbrunner Ecks bis nach Finsterwald, wo er die Staatsstraße 2365 kreuzt. Zwischen Dürnbach und Finsterwald kreuzt der Bach auch die Eisenbahngleise der Strecke Schaftlach-Tegernsee. Nach der Querung der Bundesstraße 318 verläuft der Bach entlang der Staatsstraße 2365 bis zum Gmunder Ortsteil Festenbach, um dort in den Festenbach zu münden.
Neben dem Dicklohbächlein hat der Dürnbach mehrere kleine Zuflüsse. Der Dürnbach ist teilweise begradigt und verbaut.

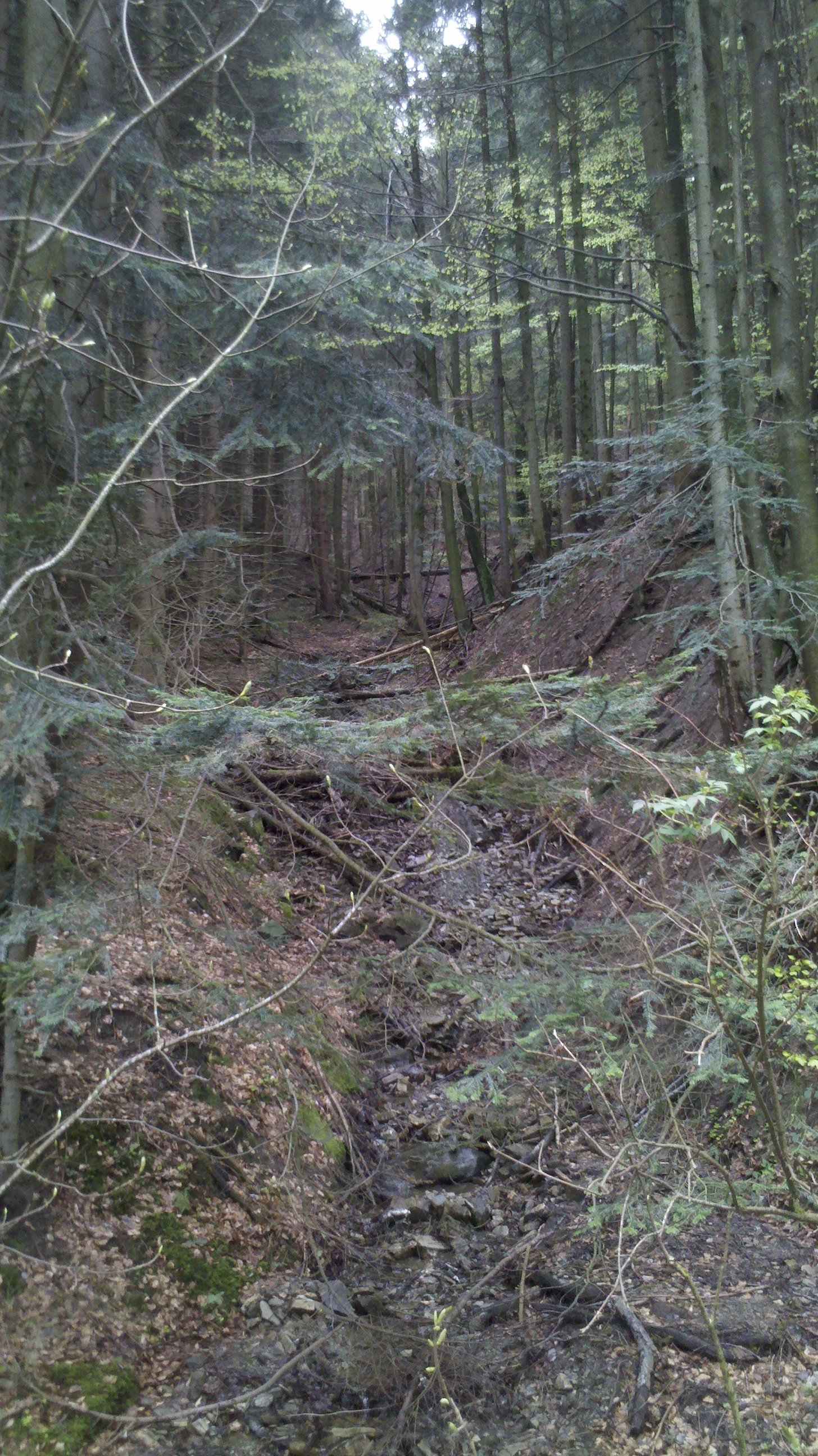
Graben an der Nordseite der Nesselscheibe (Dürnbachlüß)